# Dendrophthora virgata
Dendrophthora virgata là một loài thực vật có hoa trong họ Santalaceae. Loài này được (Trel.) Kuijt mô tả khoa học đầu tiên năm 1980.